# Chiesa di San Martino (Lierna)
La chiesa di San Martino di Lierna è una chiesa di epoca romanica situata a Lierna, nel borgo di Casate. La chiesetta di San Martino si trova percorrendo la strada medievale, tra i borghi di Casate e Grumo.
Risulta costruita nel 1868, ma diversi documenti notarili citano la sua presenza fin dal 1436, in cui era presente anche un antichissimo cimitero.
Fino al 1950 si trovavano nelle sue due finestra ai lati del portone di entrata, due nicchie contenenti ossa umane, su cui esistono numerose leggende orali locali.
All’interno l’altare è costruito con marmi policromi e l'antica pala affrescata rappresenta la Vergine con S. Martino e S. Ambrogio. Al di sopra un affresco ottocentesco raffigura il Transito di san Giuseppe.
Nel altare sono conservate alcune reliquie originali di san Carlo, san Colombano, santa Perpetua e san Diletto.

## Le leggende della chiesetta di San Martino
L’Oratorio di San Martino di Lierna è oggetto di numerose antiche leggende riguardanti “I Morti Miracolosi” che proteggono Lierna, e tutte le persone che vi soggiornano almeno una notte. I morti, apparivano in sogno ai liernesi nei momenti di maggiore difficoltà fornendo consigli utili, prevedendo il futuro, intervenivano in caso di bisogno ed erano considerati potenti numi tutelari del villaggio di Lierna, fin dall'antichità. 
Ancora oggi nelle località vicine rimangono antiche favole su fiammelle tremolanti avvistate durante la notte nel prato intorno alla chiesa, e improvvise guarigioni di residenti a Lierna. L’edicola vicina è decorata con le effigi della Beata Vergine del Rosario, di S. Ambrogio e di S. Martino per mantenere memoria dell’antico Oratorio, oratorio preesistente e del relativo millenario cimitero.
Come risulta dall'Archivio parrocchiale di Lierna, l'antichissimo cimitero, con sepolcri costituiti semplicemente da due lastre di pietra di cui una più lunga che veniva posta sopra il cadavere, i morti furono seppelliti nel cimitero, ma poi le pietre furono recuperate per formare la pavimentazione del portico d’ingresso e del cortile della Chiesetta di San Martino, da allora le leggende vogliono che le anime dei morti, liberate dal peso delle pietre, proteggano tutti coloro che hanno soggiornato a Lierna almeno una notte. Lierna è citata in diverse cronache storiche come terra benigna fin dai tempi dell'Antica Roma forse a causa anche di queste leggende, oltre che del suo particolare clima temperato.